# アーマ・トーマス
アーマ・トーマス（Irma Thomas, 1941年2月18日 - ）は、アメリカ合衆国のソウル、R&Bシンガー。ルイジアナ州ニューオーリンズを代表するシンガーのひとりで、「ニューオーリンズのソウル・クイーン (Soul Queen Of New Orleans)の愛称でも知られている。

## 来歴
1941年2月18日、ルイジアナ州ポンチャトゥーラで生まれる。誕生時の名前はアーマ・リーであった。トーマス姓は2番目の夫のものである。
1959年、トミー・リッジリーの紹介でロン・レーベルと契約。「Don't Mess with My Man」でデビューし、R&Bチャート22位のヒットを記録する。しかし、ロンでは長続きはせず、バンディ・レーベルからシングル「Look Up」をリリースしたのち、ミニット・レーベルと契約する。ここで彼女はアラン・トゥーサンと出会う。トゥーサンは、彼女のプロデューサーを務め、また「It's Rainin'」、「Ruler Of My Heart」（オーティス・レディングが「Pain In My Heart」の名でカバー）などの曲を提供したのだった。ミニットで6枚のシングルをリリース後インペリアルがミニットを買収し、以後インペリアル所属となる。インペリアル時代には、「Wish Someone Would Care」がR&Bチャート17位を記録するなど、いくつかのヒットが生まれている。また、ローリング・ストーンズがカバーした「Time Is On My Side」をレコーディングしたのもインペリアルでのことであった。
1967年、アーマはチェスと契約し、アラバマ州マッスルショールズの有名なフェイム・スタジオでのレコーディングを行う。3枚のシングルをリリースするもののヒットには恵まれず、チェスとの契約は終了する。
1969年、ハリケーン・カミールから避難する形でカリフォルニア州へ移住する。70年代の初頭、コティリオン、キャニオンなどのレーベルからシングルを散発的にリリースし、また1973年には、ファンガス・レーベルからアルバム『In Between Tears』をリリースするものの、いずれも商業的には成功を収めることはなかった。
1976年に再びニューオーリンズに戻り、メゾンドソウル、RCSなどからレコードをリリースする。同年4月のニューオーリンズ・ジャズ&ヘリテッジ・フェスティバルでのライヴはレコーディングされ、『New Orleans Jazz And Heritage Festival 1976』としてリリースされた。また、80年代に入ると、夫エミール・ジャクソンとともにニューオーリンズ市内に自身のクラブ、ライオンズ・デンを開店した。
長い間、ヒットから遠ざかっていたアーマに転機が訪れたのは1986年。ラウンダー・レコードと契約し、アルバム『The New Rules』をリリースする。以後、好調なペースで同レーベルからアルバムをリリースし続けている。1993年には初のゴスペル・アルバム『Walk Around Heaven』、1998年にはマーシャ・ボール、トレイシー・ネルソンとの共作プロジェクト 『Sing It!』をリリースするなど、ラウンダーにおいては意欲溢れる作品が多い。1991年の ライヴ盤『Live: Simply The Best』では、初めてグラミー賞にノミネートもされた。
2005年、ハリケーン・カトリーナで被災し、自宅と自身のクラブを失ってしまった。しかしながら、そのような状況下で新作『After The Rain』をレコーディングする。同作は、2006年のグラミー賞でコンテンポラリー・ブルース賞を受賞。アーマにとって、初のグラミー受賞となった。
被災後、アーマはニューオーリンズから避難し、一時的に郊外のゴンザレスに住んでいたが、公式サイトの情報によると、2008年現在、ニューオーリンズに戻っている。
ニューオーリンズ・ジャズ&ヘリテッジ・フェスティバルでは、2008年の公式ポスターに、アーマの図柄を採用した。
2009年、アーマのレコーディング・キャリア50周年を記念して、ラウンダー・レコードより新曲3曲を含む編集盤『The Soul Queen of New Orleans: 50th Anniversary Celebration』がリリースとなった。

## 来日公演
アーマの来日公演は下記の通り行われている:
- 初来日公演 (1987年：単独公演)

4月15日　東京青山CAY

4月17日　大坂バナナホール

4月19日　京都磔磔

- ガンボ・ジャンボ・カーニバル (1991年)

9月24日　東京渋谷CLUB QUATTRO

9月25日　東京日比谷公会堂

9月27日　名古屋市公会堂

9月28日　京都磔磔

9月29日　東京日比谷野外音楽堂
- 通算三度目の日本ツアー (2011年; 単独公演)

11月29日　大阪 ビルボードライブ大阪
12月1日　東京 ビルボードライブ東京
12月2日　東京 ビルボードライブ東京
- 通算四度目の日本ツアー (2013年; 単独公演)

5月29日　東京 ビルボードライブ東京
5月30日　東京 ビルボードライブ東京

## ディスコグラフィ

### アルバム
- 1964年 『Wish Someone Would Care』 (Imperial)
- 1968年 『Take A Look』 (Imperial)
- 1973年 『In Between Tears』 (Fungus)
- 1976年 『New Orleans Jazz & Heritage Festival』 (Island)
- 1978年 『Soul Queen Of New Orleans』 (Maison De Soul)
- 1981年 『Safe With Me』 (Paula)
- 1986年 『The New Rules』 (Rounder)
- 1988年 『The Way I Feel』 (Rounder)
- 1991年 『Live: Simply The Best』 (Rounder)
- 1992年 『True Believer』 (Rounder)
- 1993年 『Walk Around Heaven: New Orleans Gospel Soul』 (Rounder)
- 1997年 『The Story Of My Life』 (Rounder)
- 1998年 『Sing It!』 (Rounder) ※with Marcia Ball & Tracy Nelson
- 2000年 『My Heart's In Memphis: The Songs Of Dan Penn』 (Rounder)
- 2006年 『After The Rain』 (Rounder)
- 2008年 『Simply Grand』 (Decca/Rounder)
- 2013年 『For The Rest Of My Life / Forever Young』 (Swamp Island) ※シングル
- 2014年 『Full Time Woman (The Lost Cotillion Album)』 (Real Gone Music) ※71-72年録音の未発表アルバム
- 2021年 『Love Is The Foundation』 (Newvelle) ※LPレコードのみのリリース
- 2025年 『Audience With The Queen』 (Thirty Tigers) ※ギャラクティックとの共作名義

### 編集盤
- 1987年 『Breakaway』 (Stateside) ※インペリアル、ミニット時代
- 1990年 『Something Good: The Muscle Shoals Sessions』 (MCA-Chess) ※チェス音源
- 1992年 『Time Is on My Side: The Best Of Irma Thomas Volume 1』 (EMI-USA) ※インペリアル、ミニット時代
- 1996年 『Sweet Soul Queen Of New Orleans: The Irma Thomas Collection』 (Razor & Tie) ※インペリアル、ミニット時代
- 1996年 『Ruler of Hearts』 (Charly)  ※ミニット、バンディ、アイランド音源
- 2001年 『If You Want It, Come and Get It』 (Rounder) ※ラウンダー時代
- 2005年 『Straight From The Soul』 (Stateside) ※インペリアル、ミニット時代
- 2006年 『A Woman's Veiwpoint』 (Ace) ※ファンガス、キャニオン、RCSなど
- 2009年 『The Soul Queen of New Orleans: 50th Anniversary Celebration』 (Rounder) ※ラウンダー時代
- 2011年 『Soul Queen Of New Orleans』 (Charly) ※ロン、バンディ、ミニット、アイランド音源

### ゲスト参加盤
- 1989年 『Various Artists/New Orleans Jazz & Heritage Festival, 1976』 (Rhino)
- 1991年 『Jimmy McCracklin/My Story』 (Bullseye Blues)
- 1993年 『B.B. King/Blues Summit』 (MCA)
- 2000年 『Various Artists/Rollin' into Memphis: Songs of John Hiatt』 (Telarc)
- 2004年 『Various Artists/Christmas Gumbo』 (Flambeau)
- 2005年 『Various Artists/I Believe To My Soul』 (Rhino)
- 2005年 『Various Artists/Our New Orleans』 (Elektra/Nonesuch)
- 2006年 『The New Orleans Social Club/Sing Me Back Home』 (Burgundy)
- 2007年 『Various Artists/Goin' Home: A Tribute to Fats Domino』 (Vanguard)